# 斐利亞

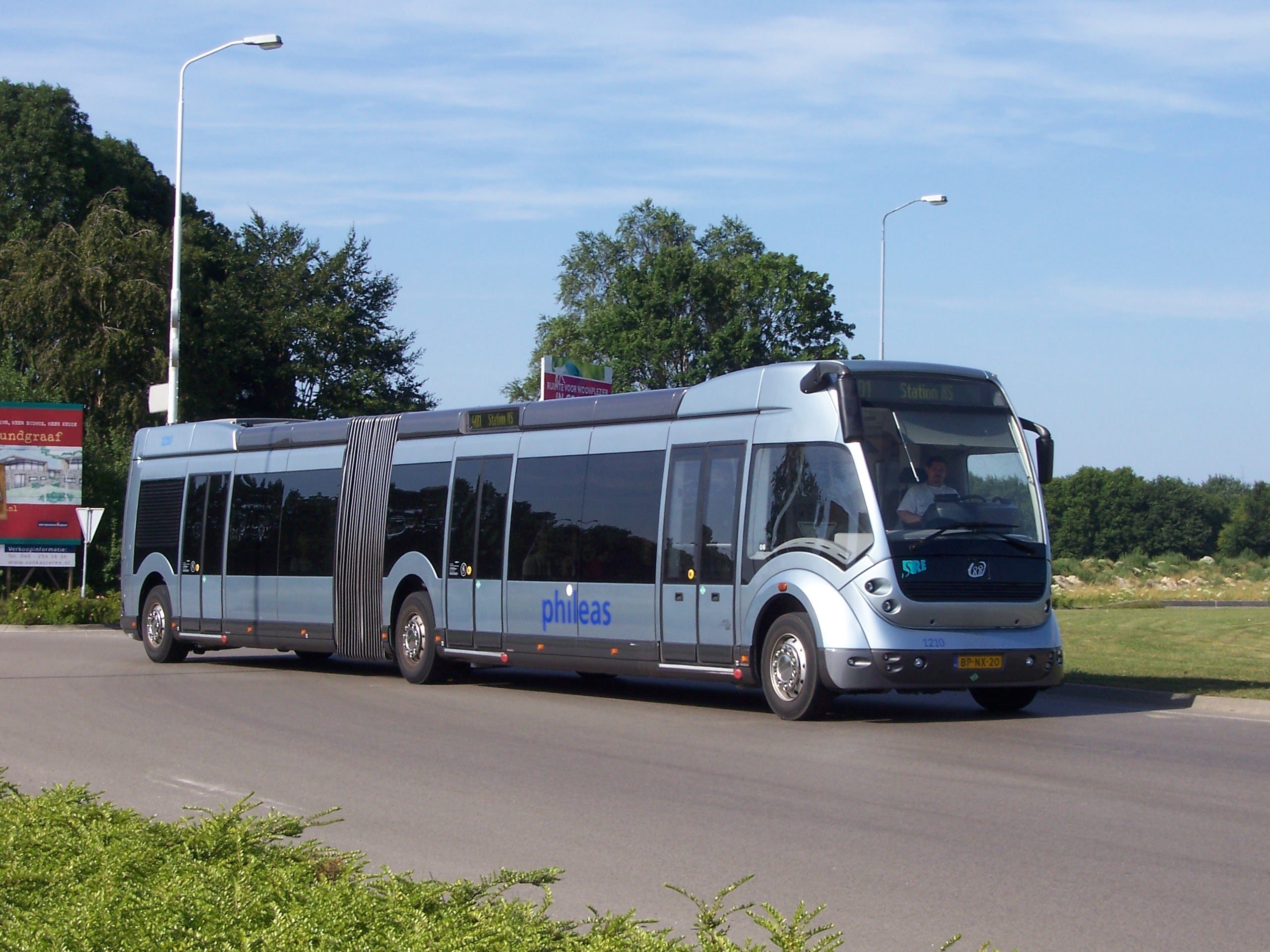

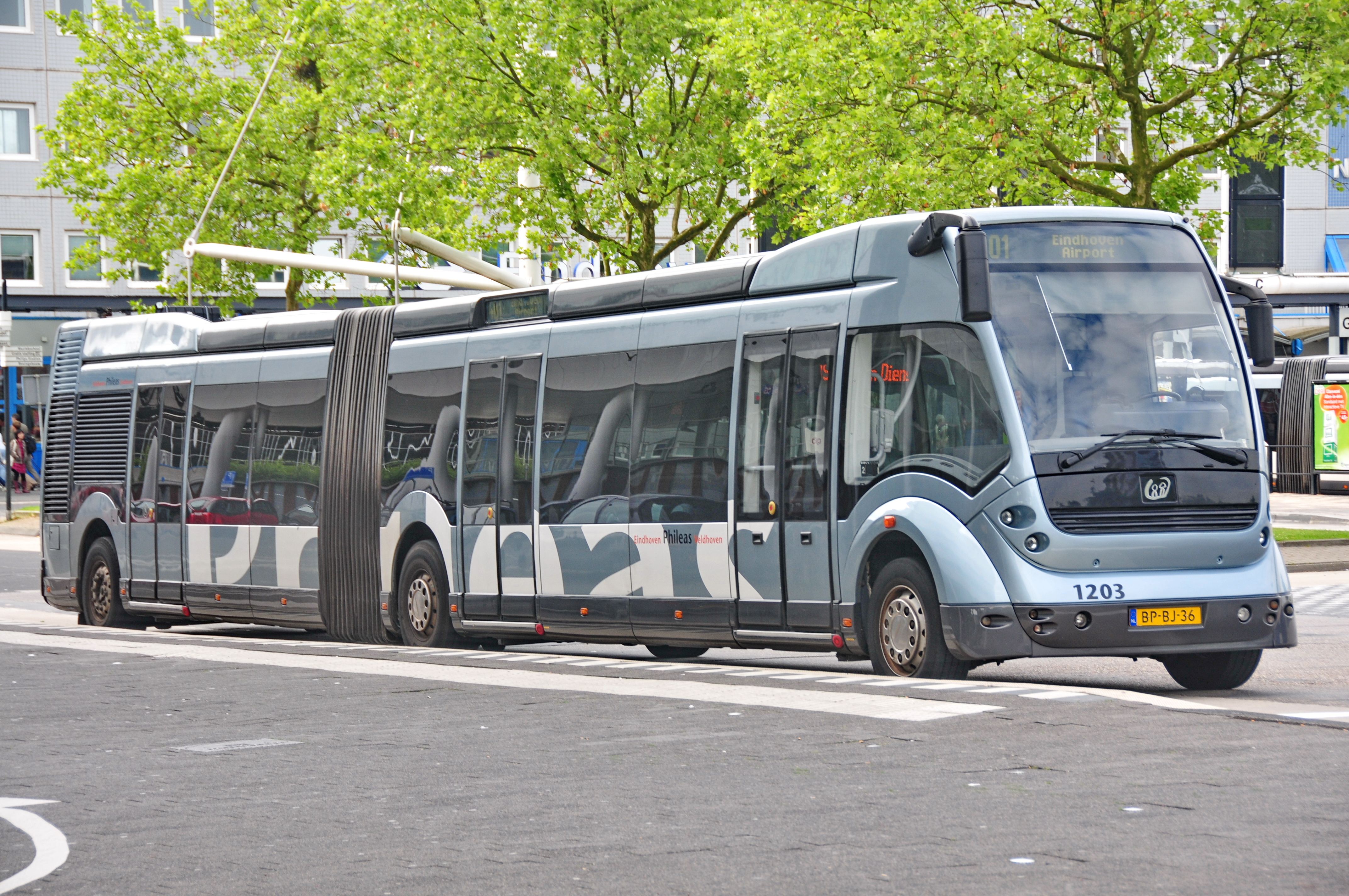

斐利亞客車，由VDL 集團開發的先進的公共運輸系統所使用的專用車輛。其名字來自於19世紀冒險小說《環遊世界八十天》的主角。

## 自動駕駛
斐利亞客車搭載先進的電子導航設備，車輛依造預先設計的程式行駛，並能夠參考安置在路面下的磁性標記修正行駛路線。

## 專用站台
斐利亞客車屬於先進公共運輸系統的一部份，其具有專用的站台，月台高度與低地板的客車齊高，停車時車門與月台的間距非常小。

## 運輸能力
客車有兩種型號，兩節的車廂長18公尺，可運輸152人，三節的車廂長24公尺，可運輸205人。